# It’s a Man’s World (album Anastacii)
It’s a Man’s World – piąty solowy album studyjny amerykańskiej wokalistki Anastacii, wydany 9 listopada 2012 roku nakładem wytwórni płytowych BMG, Logan Media Entertainment, Rough Trade oraz Starwatch Entertainment. Album wyprodukował Glen Ballard. Na albumie znalazły się covery popularnych piosenek.
Pierwszym singlem promującym wydawnictwo został utwór „Dream On” z repertuaru Aerosmith.

## Lista utworów
Opracowano na podstawie materiału źródłowego.
1. „Ramble On” – 4:36
2. „Best of You” – 4:20
3. „Sweet Child O’ Mine” – 3:58
4. „You Can’t Always Get What You Want” – 5:39
5. „One” – 3:49
6. „Back in Black” – 4:30
7. „Dream On” – 4:34
8. „Use Somebody” – 3:57
9. „You Give Love a Bad Name” – 4:04
10. „Wonderwall” – 3:57
11. „Black Hole Sun” (iTunes bonus track) – 4:53